# Nemesis Rising
Nemesis Rising, ou simplesmente Nemesis, é uma dupla gay estadunidense de pop formada pelos irmãos gêmeos Jacob e Joshua Miller.

## História
Idêntidicos, uma das únicas coisas que os diferem é a cor dos cabelos, Jacob é loiro, enquanto Joshua possui cabelos castanhos. Além disso, a altura, sendo que Joshua é centímetros mais alto que Jacob.
Ambos foram criados sob a doutrina da comunidade religiosa Testemunhas de Jeová em Kalispell, Montana, contudo, ambos foram desligados da igreja após assumirem sua condição sexual.
A dupla participou de um reality show promovido pela rede de televisão Logo intitulado Jacob e Joshua: Nemesis Rising.

## Carreira Musical

### Primeiro álbum: Rise Up
Em 2001, a dupla assinou um contrato com a Cub Records e, lançaram um EP intitulado Let Me Help You Out, em 2005. Depois disso, eles lançaram, em setembro de 2006,  "Number One In Heaven", primeiro single do álbum Rise Up, que teve lançamento em outubro do mesmo ano, para conincidir com a estreia do reality show. O videoclipe de  "Number One In Heaven", foi exibido pela primeira vez no programa "Click List Music", da Logo. Além disso, a MTV Hits, que como a Logo também pertence à MTV Networks, transmitiu o videoclipe.

## Discografia

### Álbuns
- 2006: Rise Up

### EP
- 2005: Let Me Help You Out

### Singles
- Number One In Heaven